# Asemrudung
Asemrudung is een bestuurslaag in het regentschap Grobogan van de provincie Midden-Java, Indonesië. Asemrudung telt 5453 inwoners (volkstelling 2010).